# Charybdis Glacier
Charybdis Glacier är en glaciär i Antarktis. Den ligger i Östantarktis. Australien gör anspråk på området. Charybdis Glacier ligger 873 meter över havet.
Terrängen runt Charybdis Glacier är platt åt nordost, men åt sydväst är den kuperad. Charybdis Glacier ligger uppe på en höjd. Trakten är obefolkad. Det finns inga samhällen i närheten. 